# 아티야 셰티
아티야 셰티(힌디어: अथिया शेट्टी, 1992년 11월 5일 ~ )는 인도의 배우이다.

## 출연 작품
- 무바라칸 (2017)